# Сангойская культура
Сангойская культура — палеолитическая культура Африки, аналогичная по технологическому уровню мустьерской культуре Евразии или переходу к верхнему палеолиту. Появилась на основе ашёльской культуры в Южной Африке 500—100 тыс. лет назад (точный возраст не определён) и затем распространилась на север в Анголу, бассейн реки Конго и к берегам озера Виктория.